# Brian Slagel
Brian Slagel es el fundador y propietario del sello musical Metal Blade Records. Es también conocido por haberle dado la oportunidad a Metallica de aparecer en el disco Metal Massacre en 1982, disco en el que también aparecían grupos como Slayer, Mercyful Fate, Cannibal Corpse, Amon Amarth y Fates Warning entre otros. Obviamente en años y ediciones distintas, Amon Amarth no existía en 1982.

## Biografía
Slagel nació y creció en Woodland Hills, California, y comenzó a trabajar de adolescente en una tienda de música. Con el nacimiento de la New Wave of British Heavy Metal, con grupos como Iron Maiden, Judas Priest o Diamond Head, Slagel se dedicó a importar los discos de estas bandas a los Estados Unidos, en donde eran prácticamente desconocidos. Además, creó un fanzine llamado The New Heavy Metal Revue, que a medida que se fue haciendo famoso consiguió un puesto de columnista en la revista Kerrang! para su creador, así como en Sounds Magazine.
En 1982, Slagel organizó un álbum recopilatorio de las bandas de Los Ángeles que habían conseguido una mínima reputación en la zona, llamado The New Heavy Metal Revue Presents Metal Massacre. En él aparecían bandas como Ratt, Metallica, Avatar, Malice, Cirith Ungol o Bitch. Este disco vendió rápidamente las 5.000 copias que se habían distribuido, lo que provocó que Enigma Records se interesase por los derechos del álbum. Ese mismo año, Slagel fundó Metal Blade Records, publicando discos de Warlord, Bitch, Armored Saint y Slayer. Metal Blade consiguió expandirse rápidamente, firmando contratos con Flotsam and Jetsam, GWAR, Sacred Reich y Corrosion of Conformity.
Con la popularidad que alcanzó el heavy metal en la década de 1990, muchos de los grupos de Metal Blade comenzaron a moverse hacia compañías más grandes. Después de expirar el contrato con Enigma Records, Metal Blade firmó otro con Warner Bros, que distribuiría todos los discos del sello. Poco después, la Warner fue adquirida por Time, Inc. y se incorporó a Warner Music Group, que impuso la censura en algunos de los discos de Metal Blade como America Must Be Destroyed de GWAR. Intentando evitar la controversia, Slagel se separó de Warner Music en 1992.